# Cheick Oumar Konaté
Cheick Oumar Konaté (Bamako, 2 de abril de 2004) es un futbolista maliense que juega en la demarcación de defensa para el Clermont Foot 63 de la Ligue 2.

## Selección nacional
El 19 de noviembre de 2024 hizo su debut con la selección de fútbol de Malí en un encuentro de clasificación para la Copa Africana de Naciones de 2025 contra Suazilandia que finalizó con un resultado de 6-0 a favor del combinado maliense tras los goles de El Bilal Touré, Kamory Doumbia, Mamadou Doumbia y un triplete de Nene Dorgeles.

## Clubes
| Club                | País    | Año   | Partidos | Goles |
| ------------------- | ------- | ----- | -------- | ----- |
| Clermont Foot 63 II | Francia | 2023  | 3        | 0     |
| Clermont Foot 63    | Francia | 2023- | 58       | 1     |